# Nickell Robey-Coleman
Nickell Earl Robey-Coleman (geboren am 17. Januar 1992 in Frostproof, Florida als Nickell Earl Robey) ist ein ehemaliger US-amerikanischer American-Football-Spieler auf der Position des Cornerbacks. Er spielte College Football für die University of Southern California und stand zuletzt bei den Las Vegas Raiders in der National Football League (NFL) unter Vertrag. Zuvor spielte Robey-Coleman für die Buffalo Bills, die Los Angeles Rams, die Philadelphia Eagles und die Detroit Lions. Er wurde vorwiegend als Nickelback eingesetzt.

## College
Robey-Coleman besuchte die Highschool in seiner Heimatstadt Frostproof, Florida. Ab 2010 ging er auf die University of Southern California und spielte College Football für die USC Trojans. Bei den Trojans war er bereits als Freshman Stammspieler. In der Saison 2011 wurde Robey-Coleman in das All-Star-Team der Pacific-12 Conference (Pac-12) gewählt. Nach der Saison 2012 gab er seine vorzeitige Anmeldung für den NFL Draft bekannt. In 38 Spielen als Starter für die USC Trojans gelangen ihm 163 Tackles und sieben Interceptions, dabei erzielte er drei Touchdowns. Robey-Coleman wurde auch als Return Specialist eingesetzt und war darüber hinaus als Sprinter und Weitspringer für das Leichtathletik-Team der Trojans aktiv.

## NFL
Robey-Coleman wurde im NFL Draft 2013 nicht ausgewählt und anschließend als Undrafted Free Agent von den Buffalo Bills unter Vertrag genommen. Er schaffte den Sprung in den 53-Mann-Kader für die Regular Season und konnte als Rookie zehn Pässe verteidigen. Zudem gelang ihm eine Interception, die er zu einem Touchdown in die gegnerische Endzone zurücktragen konnte. Robey-Coleman kam 2013 in allen 16 Partien zum Einsatz, ebenso wie in der Saison darauf. Vor der Saison 2015 unterschrieb er eine Vertragsverlängerung um zwei Jahre bei den Bills. Am fünften Spieltag der Saison 2016 gelangen ihm beim 30:19-Sieg gegen die Los Angeles Rams zwei Interceptions, darunter ein Pick Six. Am 6. März 2017 wurde Robey-Coleman von den Bills entlassen.

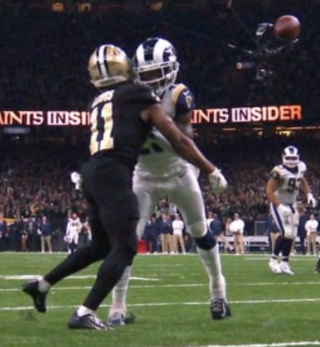
Pass Interference von Robey-Coleman im NFC Championship Game

Daraufhin nahmen die Los Angeles Rams Robey-Coleman für ein Jahr unter Vertrag. Nachdem er in seiner ersten Saison für die Rams mit neun verteidigten Pässen und zwei Interception überzeugen konnte, statteten sie ihn vor der Saison 2018 mit einem Dreijahresvertrag über 15,75 Millionen Dollar aus. Im NFC Championship Game gegen die New Orleans Saints im Januar 2019 verhinderte Robey-Coleman kurz vor dem Ende der regulären Spielzeit mit einem Foul gegen Wide Receiver Tommylee Lewis, dass dieser einen Pass von Drew Brees fangen konnte. Der Spielzug wurde als unvollständiger Pass (incomplete) gewertet, die Aktion von Robey-Coleman hätte jedoch als Pass Interference geahndet werden müssen. Diese Schiedsrichterfehlentscheidung trug wesentlich dazu bei, dass die Rams noch ausgleichen und die Partie nach Overtime gewinnen konnten, womit sie in den Super Bowl LIII einzogen. Robey-Coleman gab nach dem Spiel selbst zu, dass es sich um ein Foul gehandelt habe. Im Super Bowl unterlagen die Rams den New England Patriots mit 3:13. Bei den Rams konnte Robey-Coleman in drei Spielzeiten 20 Pässe verteidigen, drei Interceptions fangen und drei Fumbles verursachen.
Nachdem die Rams seine Vertragsoption für 2020 abgelehnt hatten, unterschrieb Robey-Coleman einen Einjahresvertrag bei den Philadelphia Eagles. In 15 Partien für Philadelphia konnte er einen Pass verhindern, einen Fumble erzwingen und einen Fumble erobern.
Am 10. August 2021 nahmen die Detroit Lions Robey-Coleman unter Vertrag, entließen ihn aber bereits am 31. August bei der finalen Kaderverkleinerung wieder. Tags darauf wurde er in den Practice Squad der Lions aufgenommen. Er wurde für den 14. Spieltag gegen die Denver Broncos in den aktiven Kader berufen, da zahlreiche Spieler wegen positiver COVID-19-Tests ausfielen. Nach Saisonende trennten die Lions sich von Robey-Coleman.
Am 14. September 2022 nahmen die Las Vegas Raiders Robey-Coleman für ihren Practice Squad unter Vertrag.

### NFL-Statistiken
| Saison                             | Saison | Spiele | Spiele      | Tackles | Tackles | Tackles | Tackles | Interceptions | Interceptions | Interceptions | Interceptions | Interceptions | Fumbles | Fumbles | Fumbles |
| Jahr                               | Team   | Spiele | als Starter | Gesamt  | Solo    | Ast     | Sacks   | PD            | INT           | Yds           | Lng           | TD            | FF      | FR      | TD      |
| ---------------------------------- | ------ | ------ | ----------- | ------- | ------- | ------- | ------- | ------------- | ------------- | ------------- | ------------- | ------------- | ------- | ------- | ------- |
| 2013                               | BUF    | 16     | 2           | 39      | 30      | 9       | 3,0     | 10            | 1             | 19            | 19            | 1             | 1       | 1       | 0       |
| 2014                               | BUF    | 16     | 7           | 48      | 38      | 10      | 1,0     | 7             | 0             | 0             | 0             | 0             | 0       | 2       | 0       |
| 2015                               | BUF    | 16     | 3           | 46      | 39      | 7       | 1,0     | 4             | 0             | 0             | 0             | 0             | 0       | 0       | 0       |
| 2016                               | BUF    | 16     | 3           | 35      | 32      | 3       | 0,0     | 7             | 2             | 44            | 41            | 1             | 1       | 1       | 1       |
| 2017                               | LAR    | 15     | 4           | 49      | 39      | 10      | 0,0     | 9             | 2             | 56            | 31            | 0             | 1       | 1       | 0       |
| 2018                               | LAR    | 16     | 1           | 37      | 25      | 12      | 0,0     | 4             | 1             | 0             | 0             | 0             | 0       | 0       | 0       |
| 2019                               | LAR    | 16     | 3           | 36      | 32      | 4       | 0,0     | 7             | 0             | 0             | 0             | 0             | 2       | 0       | 0       |
| 2020                               | PHI    | 15     | 7           | 44      | 37      | 7       | 0,0     | 1             | 0             | 0             | 0             | 0             | 1       | 1       | 0       |
| 2021                               | DET    | 1      | 0           | 4       | 3       | 1       | 0,0     | 0             | 0             | 0             | 0             | 0             | 0       | 0       | 0       |
| 2022                               | LV     | 2      | 0           | 0       | 0       | 0       | 0,0     | 0             | 0             | 0             | 0             | 0             | 0       | 0       | 0       |
| Gesamt                             | Gesamt | 129    | 30          | 338     | 275     | 63      | 5,0     | 49            | 6             | 119           | 41            | 2             | 6       | 6       | 1       |
| Quelle: pro-football-reference.com |        |        |             |         |         |         |         |               |               |               |               |               |         |         |         |

## Persönliches
Vor der Saison 2016 änderte er seinen Nachnamen von Robey zu Robey-Coleman. Coleman ist der Geburtsname von Robey-Colemans Mutter, die im Alter von 44 Jahren an einem Herzfehler starb, als er auf die High School ging. Im November 2018 starb sein zu früh geborener Sohn Nickell Jr. kurz nach der Geburt an Lungenversagen.